# Lincoln (football, 2000)
Pour les articles homonymes, voir Lincoln.
Lincoln Corrêa dos Santos dit Lincoln, né le 16 décembre 2000 à Serra au Brésil, est un footballeur brésilien qui évolue au poste d'avant-centre.

## Biographie

### Flamengo
Lincoln passe par le centre de formation de Flamengo, club qui lui permet de découvrir le monde professionnel. Le 19 novembre 2017, il joue son premier match en équipe première, à l'occasion d'une rencontre de championnat contre le SC Corinthians. Alors âgé de seulement 17 ans, il entre en jeu à la place de Felipe Vizeu et participe à la victoire de son équipe, qui remporte la partie par trois buts à zéro. Il est très vite présenté comme un futur crack du football. Conscient de son talent, Flamengo le fait prolonger le 9 mars 2018 pour un contrat courant jusqu'en 2023, avec une clause libératoire s'élevant à 45 millions d'euros.

### Vissel Kobe
Le 20 janvier 2021, après plusieurs semaines en délicatesse avec son club formateur à la suite de la décision de le reléguer en équipe U20, Lincoln signe pour le club japonais du Vissel Kobe pour un montant de 3 millions de dollars.
Comme de nombreuses autres recrues étrangères, Lincoln rate le début de la saison 2021 de J-League à cause de la fermeture des frontières décidée par le gouvernement japonais.
Le 24 avril 2021, Lincoln effectue finalement sa première apparition sous son nouveau maillot face au Kashima Antlers, en championnat. Il entre en jeu à la place de Yuta Goke lors de cette rencontre où les deux équipes se neutralisent (1-1 score final).

### Cruzeiro EC
Le 10 août 2022, Lincoln est prêté au Cruzeiro EC jusqu'en décembre 2023. Le club possède une option d'achat sur le joueur.

### Retour Vissel Kobe
Lincoln fait son retour au Vissel Kobe à la fin de son prêt à Cruzeiro et retrouve l'équipe japonaise lors de la saison 2023.

### En équipe nationale
Lincoln est sélectionné à de nombreuses reprises avec l'équipe du Brésil des moins de 17 ans. 
Il dispute avec cette équipe le championnat sud-américain des moins de 17 ans en 2017. Lors de cette compétition, il inscrit cinq buts : un but face au Pérou, puis un doublé contre le Paraguay, puis un autre face à l'Équateur, et enfin un dernier face au Chili. Il délivre également trois passes décisives, contre le Pérou, l'Équateur et le Chili. Le Brésil remporte cette compétition.
Il participe ensuite avec cette équipe à la Coupe du monde des moins de 17 ans 2017 organisée en Inde. Il se fait à nouveau remarquer lors de cette compétition en marquant trois buts, dans chacun des matchs de poule. D'abord contre l'Espagne le 7 octobre (victoire 2-1 pour le Brésil), puis contre la Corée du Nord le 10 octobre (victoire 0-2 du Brésil) et enfin face au Niger le 13 octobre (victoire 0-2 du Brésil). Le Brésil s'incline en demi-finale face à l'Angleterre, pour finalement terminer troisième du tournoi. Il prend part à tous les matchs de son équipe dans ce mondial.
Avec les moins de 20 ans, il participe au championnat sud-américain des moins de 20 ans en 2019. Lors de cette compétition, il inscrit trois buts, contre la Bolivie, l'Uruguay et l'Argentine.

## Statistiques

### Statistiques en club
| Saison                | Club                  | Championnat           | Championnat | Championnat | Coupe nationale | Coupe nationale | Coupe de la Ligue | Coupe de la Ligue | Supercoupe | Supercoupe | Compétition(s) continentale(s) | Compétition(s) continentale(s) | Compétition(s) continentale(s) | Ligue régionale | Ligue régionale | Coupe du monde des clubs | Coupe du monde des clubs | Total | Total |
| Saison                | Club                  | Division              | M.          | B.          | M.              | B.              | M.                | B.                | M.         | B.         | Comp.                          | M.                             | B.                             | M.              | B.              | M.                       | B.                       | M.    | B.    |
| 2017                  | CR Flamengo           | Série A               | 3           | 0           | -               | -               | -                 | -                 | -          | -          | CS                             | 1                              | 0                              | -               | -               | -                        | -                        | 4     | 0     |
| 2018                  | CR Flamengo           | Série A               | 9           | 0           | -               | -               | -                 | -                 | -          | -          | CL                             | 4                              | 0                              | 9               | 2               | -                        | -                        | 22    | 2     |
| 2019                  | CR Flamengo           | Série A               | 11          | 3           | -               | -               | -                 | -                 | -          | -          | CL                             | 1                              | 0                              | 4               | 0               | 1                        | 0                        | 17    | 3     |
| 2020                  | CR Flamengo           | Série A               | 14          | 1           | 2               | 0               | -                 | -                 | -          | -          | CL                             | 3                              | 2                              | 1               | 0               | -                        | -                        | 20    | 3     |
| Sous-total            | Sous-total            | Sous-total            | 37          | 4           | 2               | 0               | 0                 | 0                 | 0          | 0          | -                              | 9                              | 2                              | 14              | 2               | 1                        | 0                        | 63    | 8     |
| 2021                  | Vissel Kobe           | J. League             | 13          | 1           | -               | -               | 5                 | 0                 | -          | -          | -                              | -                              | -                              | -               | -               | -                        | -                        | 18    | 1     |
| 2022                  | Vissel Kobe           | J. League             | 8           | 0           | 1               | 0               | -                 | -                 | -          | -          | ACL                            | 4                              | 3                              | -               | -               | -                        | -                        | 13    | 3     |
| 2023                  | Vissel Kobe           | J. League             | 5           | 0           | 1               | 2               | 4                 | 2                 | -          | -          | -                              | -                              | -                              | -               | -               | -                        | -                        | 10    | 4     |
| Sous-total            | Sous-total            | Sous-total            | 26          | 1           | 2               | 2               | 9                 | 2                 | 0          | 0          | -                              | 4                              | 3                              | 0               | 0               | 0                        | 0                        | 41    | 8     |
| 2022                  | Cruzeiro EC (prêt)    | Série B               | 9           | 1           | -               | -               | -                 | -                 | -          | -          | -                              | -                              | -                              | -               | -               | -                        | -                        | 9     | 1     |
| 2024-2025             | SCR Altach            | Bundesliga            | 1           | 0           | -               | -               | -                 | -                 | -          | -          | -                              | -                              | -                              | -               | -               | -                        | -                        | 1     | 0     |
| Total sur la carrière | Total sur la carrière | Total sur la carrière | 73          | 6           | 4               | 2               | 9                 | 2                 | 0          | 0          | -                              | 13                             | 5                              | 14              | 2               | 1                        | 0                        | 114   | 17    |

## Palmarès

### En club
Flamengo
- Champion du Brésil en 2019
- Vainqueur du Campeonato Carioca en 2020
- Vainqueur de la Supercoupe du Brésil en 2020
- Vainqueur de la Copa Libertadores en 2019
- Vainqueur de la Recopa Sudamericana en 2020

 Cruzeiro EC
- Champion du Brésil D2 en 2022

### En sélection
Brésil -17 ans
- Vainqueur du championnat sud-américain des moins de 17 ans en 2017
- Troisième de la Coupe du monde des moins de 17 ans en 2017